# Scopolia stramonifolia
Scopolia stramonifolia là loài thực vật có hoa trong họ Cà. Loài này được (Wall.) N.P. Balakr. miêu tả khoa học đầu tiên năm 1980.